# Чемпионат России по софтболу
Чемпионат России по софтболу — ежегодное соревнование женских софтбольных команд России. Проводится с 1992 года. С 2025 года организатором является Федерация бейсбола и софтбола России (ранее — Федерация софтбола России).
В 1991 году прошёл первый и единственный чемпионат СССР по софтболу среди женщин. Его победителем стала молдавская команда «Виктория» (Тирасполь). Чемпионаты 1992 и 1993 годов имели статус открытого чемпионата России с участием команд из бывших республик СССР. С 1994 первенство разыгрывают уже только российские команды. Организатором чемпионатов до 2002 являлась Федерация бейсбола, софтбола и русской лапты России, а после её разделения на три организации софтбольные чемпионаты страны проводятся под управлением Федерации софтбола России.

## Формула соревнований
Чемпионат 2019 в высшей лиге проходил с мая по август в три круга по туровой системе с участием 7 команд: «Карусель» (Тучково), «Московия» (Москва), «Звезда» (Звенигород), «Калита» (Голицыно), СШОР-42 (Москва), «Москвич» (Москва), сборная Республики Крым (Симферополь). Чемпионский титул в 7-й раз подряд и в 25-й в своей истории выиграла «Карусель». 2-е место заняла «Московия», 3-е — «Звезда».
В 2020 году в связи с пандемией COVID-19 чемпионат в высшей лиге был проведён по укороченной программе и включал два этапа — предварительный и плей-офф. Участники (8 команд): «Карусель» (Тучково), «РусСтар» (Москва), «Московия» (Москва), «Москвич» (Москва), СШОР-42 (Москва), сборная Республики Крым (Симферополь), «Калита» (Голицыно), «Звезда» (Звенигород). На предварительном этапе команды были разделены на две группы, в которых играли в один круг. Победители групп провели матч «А» за прямой выход в финал, вторые команды — матч «Б» за выход в полуфинал. В полуфинале проигравший в матче «А» играл с победителем в матче «Б» за ещё одну путёвку в финал. Финалисты определили обладателей золотых и серебряных наград, проигравший в полуфинале стал бронзовым призёром чемпионата. Итоговые 5 -е и 7-е места разыграли команды занявшие соответственно 3-и и 4-е места в группах предварительного этапа. 
В финале «РусСтар» победил «Карусель» 2:1. 3-е место заняла «Московия». Чемпионат прошёл с 4 по 9 августа на московской «РусСтар Арене».
Чемпионат 2021 проходил в 3 круга по туровой системе. Участники (8 команд): «РусСтар» (Москва), «Карусель» (Тучково), «Московия» (Москва), СШОР-42 (Москва), «Калита» (Голицыно), «Звезда» (Звенигород), «Москвич» (Москва), сборная Республики Крым (Симферополь). Чемпионом во 2-й раз подряд стала команда «РусСтар». 2-е место заняла «Карусель», 3-е — «Московия».
Чемпионат 2022 проходил по той же системе, что и предыдущий — в 3 круга по туровой системе. Участники (7 команд): «РусСтар» (Москва), «Карусель» (Тучково), «Московия» (Москва), СШОР-42 (Москва), «Калита» (Голицыно), «Плейерс» (Москва), «Звезда» (Звенигород), «Москвич» (Москва), сборная Республики Крым (Симферополь). Чемпионом в 3-й раз подряд стала команда «РусСтар». 2-е место заняла «Карусель», 3-е — «Московия».

## Призёры
| Год  | 1-е место               | 2-е место                    | 3-е место                    |
| 1992 | «Чёрные Кошки» (Москва) | «Башкирия» (Уфа)             | «Иверия» (Тбилиси)           |
| 1993 | «Чёрные Кошки» (Москва) | «Звёзды Азии» (Ташкент)      | «Провинция» (Тучково)        |
| 1994 | «Карусель» (Тучково)    | «Чёрные Кошки» (Москва)      | «Башкирия» (Уфа)             |
| 1995 | «Карусель» (Тучково)    | «Башкирия» (Уфа)             | «Московия» (Москва)          |
| 1996 | «Карусель» (Тучково)    | «Чёрные Кошки» (Москва)      | «Московия» (Москва)          |
| 1997 | «Карусель» (Тучково)    | «Чёрные Кошки» (Москва)      | «Башкирия» (Уфа)             |
| 1998 | «Карусель» (Тучково)    | «Башкирия» (Уфа)             | «Московия» (Москва)          |
| 1999 | «Карусель» (Тучково)    | ?                            | «Башкирия» (Уфа)             |
| 2000 | «Карусель» (Тучково)    | «Московия» (Москва)          | «Москвич» (Москва)           |
| 2001 | «Карусель» (Тучково)    | «Москвич» (Москва)           | «Московия» (Москва)          |
| 2002 | «Карусель» (Тучково)    | «Москвич» (Москва)           | «Московия» (Москва)          |
| 2003 | «Карусель» (Тучково)    | «Москвич» (Москва)           | «Московия» (Москва)          |
| 2004 | «Карусель» (Тучково)    | «Можайск»                    | «Московия» (Москва)          |
| 2005 | «Карусель» (Тучково)    | «Московия» (Москва)          | ?                            |
| 2006 | «Карусель» (Тучково)    | «Москвич» (Москва)           | «Карусель»-2 (Тучково)       |
| 2007 | «Карусель» (Тучково)    | «Москвич» (Москва)           | «Московия-Марьино» (Москва)  |
| 2008 | «Карусель» (Тучково)    | «Московия-Марьино» (Москва)  | «Москвич» (Москва)           |
| 2009 | «Карусель» (Тучково)    | «Московия» (Москва)          | «Костромичка» (Кострома)     |
| 2010 | «Карусель» (Тучково)    | «Московия» (Москва)          | ?                            |
| 2011 | «Карусель» (Тучково)    | «Московия» (Москва)          | СДЮСШОР-42 (Москва)          |
| 2012 | «Звезда» (Звенигород)   | «Московия» (Москва)          | СДЮСШОР-42 (Москва)          |
| 2013 | «Карусель» (Тучково)    | СДЮСШОР-42 (Москва)          | «Звезда» (Звенигород)        |
| 2014 | «Карусель» (Тучково)    | СШОР-42 (Москва)             | «Звезда» (Звенигород)        |
| 2015 | «Карусель» (Тучково)    | «Звезда» (Звенигород)        | СШОР-42 (Москва)             |
| 2016 | «Карусель» (Тучково)    | «Калита» (Одинцовский район) | СШОР-42 (Москва)             |
| 2017 | «Карусель» (Тучково)    | «Московия» (Москва)          | «Карусель»-УОР-2 (Тучково)   |
| 2018 | «Карусель» (Тучково)    | «Московия» (Москва)          | «Калита» (Одинцовский район) |
| 2019 | «Карусель» (Тучково)    | «Московия» (Москва)          | «Звезда» (Звенигород)        |
| 2020 | «РусСтар» (Москва)      | «Карусель» (Тучково)         | «Московия» (Москва)          |
| 2021 | «РусСтар» (Москва)      | «Карусель» (Тучково)         | «Московия» (Москва)          |
| 2022 | «РусСтар» (Москва)      | «Карусель» (Тучково)         | «Московия» (Москва)          |
| 2023 | «РусСтар» (Москва)      | «Карусель» (Тучково)         | «Калита» (Одинцовский район) |
| 2024 | «Карусель» (Тучково)    | «Индианс» (Москва)           | ОСШОР (Одинцовский район)    |

- Курсивом выделены данные, требующие уточнения.

## Титулы
| Клуб                  | Победы |
| «Карусель» Тучково    | 26     |
| «РусСтар» Москва      | 4      |
| «Чёрные кошки» Москва | 2      |
| «Звезда» Звенигород   | 1      |